# San Frumencio en Prati Fiscali (título cardenalicio)
San Frumencio en Prati Fiscali es un título cardenalicio de la Iglesia Católica. Fue instituido por el papa Juan Pablo II en 1988.

## Titulares
- Alexandre José Maria dos Santos, O.F.M. (28 de junio de 1988-29 de septiembre de 2021)
- Robert W. McElroy (27 de agosto de 2022)